# CMA CGM 20.600-TEU-Typ
Der CMA CGM 20.600 TEU-Typ ist eine Baureihe von drei Containerschiffen der französischen Reederei CMA CGM.

## Geschichte
Die Schiffe wurden im April 2015 bestellt. Sie wurden auf der Werft Hanjin Heavy Industries & Construction im philippinischen Subic gebaut. Der Bau begann am 8. Februar 2016 mit dem Zuschnitt der ersten Stahlplatte des Typschiffes. Die Schiffe wurden ab Januar 2018 abgeliefert. Die CMA CGM Antoine de Saint-Exupéry wurde am 6. September 2018 in Le Havre getauft.

## Die Schiffe
| CMA CGM 20.600 TEU-Typ           | CMA CGM 20.600 TEU-Typ | CMA CGM 20.600 TEU-Typ | CMA CGM 20.600 TEU-Typ            | CMA CGM 20.600 TEU-Typ     |
| Bauname                          | Baunummer              | IMO-Nummer             | Kiellegung Stapellauf Ablieferung | spätere Namen und Verbleib |
| -------------------------------- | ---------------------- | ---------------------- | --------------------------------- | -------------------------- |
| CMA CGM Antoine de Saint-Exupéry | NCP0149                | 9776418                | - 19. August 2017 25. Januar 2018 | so in Fahrt                |
| CMA CGM Jean Mermoz              | NCP0150                | 9776420                | - 15. Dezember 2017 25. Mai 2018  | so in Fahrt                |
| CMA CGM Louis Bleriot            | NCP0151                | 9776432                | - 21. April 2018 Oktober 2018     | so in Fahrt                |

## Sonstiges
Die CMA CGM Antoine de Saint Exupery machte am 15. März 2018 erstmals im Hamburger Hafen fest und war das größte Containerschiff, das diesen Hafen bis dahin angelaufen hatte. Über den Besuch des Schiffes wurde in den meisten größeren Medien Deutschlands berichtet.